# Liste der Baudenkmäler in Nesselwang
Auf dieser Seite sind die Baudenkmäler in dem schwäbischen Markt Nesselwang zusammengestellt. Diese Tabelle ist eine Teilliste der Liste der Baudenkmäler in Bayern. Grundlage ist die Bayerische Denkmalliste, die auf Basis des Bayerischen Denkmalschutzgesetzes vom 1. Oktober 1973 erstmals erstellt wurde und seither durch das Bayerische Landesamt für Denkmalpflege geführt wird. Die folgenden Angaben ersetzen nicht die rechtsverbindliche Auskunft der Denkmalschutzbehörde.
 Die Liste gibt den Fortschreibungsstand vom 25. Mai 2018 wieder und umfasst 45 Baudenkmäler.

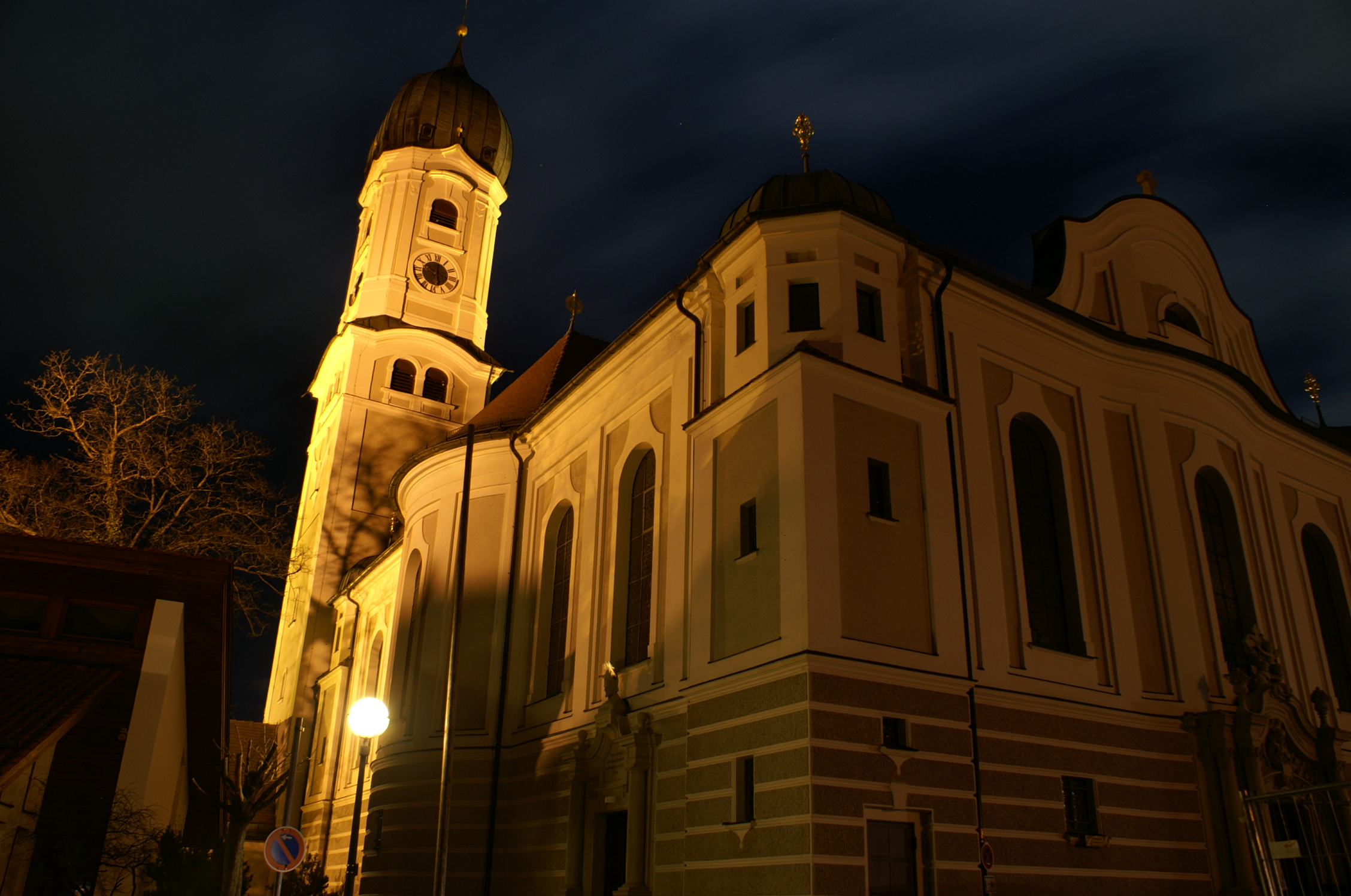
Nesselwang – Pfarrkirche St. Andreas

## Baudenkmäler nach Ortsteilen

### Nesselwang
| Lage                                                                         | Objekt                                                  | Beschreibung | Akten-Nr.              | Bild                                         |
| ---------------------------------------------------------------------------- | ------------------------------------------------------- | --- | ---------------------- | -------------------------------------------- |
| Bahnhofstraße 7 (Standort)                                                   | Ehemaliges Handwerkerhaus                               | Erdgeschossiger Flachsatteldachbau mit verschaltem Flachgiebel und Bundwerk, bezeichnet mit „1782“. | D-7-77-153-1 Wikidata  | Ehemaliges Handwerkerhaus                    |
| Blütensteig 3 (Standort)                                                     | Wohnhaus                                                | zweigeschossiger Flachsatteldachbau über hohem Keller in verputzter Ständerbauweise mit kräftigen Bügen, erste Hälfte 18. Jahrhundert. | D-7-77-153-2 Wikidata  | Wohnhaus                                     |
| Füssener Straße 6, 6 a (Standort)                                            | Ehemaliges Bauernhaus                                   | Zweigeschossiger Flachsatteldachbau mit profilierter Büge und schrägen Stichbalken, im Kern zweite Hälfte 18. Jahrhundert. | D-7-77-153-3 Wikidata  | Ehemaliges Bauernhaus                        |
| Füssener Straße 9 (Standort)                                                 | Ehemaliges Bauernhaus                                   | Zweigeschossiger Flachsatteldachbau in verputzter Ständerbauweise mit schrägen Stichbalken, erstes Drittel 19. Jahrhundert. | D-7-77-153-4 Wikidata  | Ehemaliges Bauernhaus                        |
| Füssener Straße 13 (Standort)                                                | Ehemaliges Bauernhaus („Beim Glaser“), seit 1997 Museum | Zweigeschossiger Flachsatteldachbau in teils verputzter Ständerbauweise mit schrägen Stichbalken, 1807 erbaut. | D-7-77-153-5 Wikidata  | weitere Bilder                               |
| Füssener Straße 16, 18 (Standort)                                            | Ehemaliges Hl.-Geist-Spital, jetzt Altenheim            | 1503 durch Augsburger Bischof Friedrich von Zollern gestiftet, 1668 nach Zerstörung durch Fürstbischof Johann Christoph von Freyberg wiederaufgebaut, vergleiche Inschriften und Wappensteine an der Straßenseite, 1807 erneute Zerstörung, 1817 als zweigeschossiger Walmdachbau wiedererrichtet; Hauskapelle, verschindelter Anbau mit Satteldach und Dachreiter mit Zwiebelhaube, 1914 erbaut; mit historischen Ausstattungsstücken. | D-7-77-153-6 Wikidata  | Ehemaliges Hl.-Geist-Spital, jetzt Altenheim |
| Füssener Straße 25 (Standort)                                                | Ehemaliges Bauernhaus                                   | Zweigeschossiger Flachsatteldachbau mit gedrehter Büge, im Kern Anfang 19. Jahrhundert. | D-7-77-153-8 Wikidata  | Ehemaliges Bauernhaus                        |
| Füssener Straße 29, 31 (Standort)                                            | Wohnhaus                                                | Zweigeschossiger Walmdachbau mit Stichbogenfenstern, um 1830/50. | D-7-77-153-9 Wikidata  | Wohnhaus                                     |
| Hauptstraße 3, 3 a (Standort)                                                | Gasthof                                                 | Dreigeschossiger Giebelbau mit Satteldach, Rundbogenfenstern und langer Traufseite, um 1857 erbaut, 1935 durch Andor Ákos umgebaut; Brauhaus, erdgeschossiger Flachsatteldachbau mit Rundbogenfenstern, gleichzeitig. | D-7-77-153-11 Wikidata | Gasthof                                      |
| Hauptstraße 25 (Standort)                                                    | Gasthaus                                                | Zweigeschossiger Walmdachbau mit Ecklisenen, Nische und Heiligenfigur, wohl erstes Drittel 19. Jahrhundert. | D-7-77-153-12 Wikidata | weitere Bilder                               |
| Hauptstraße 28 (Standort)                                                    | Katholische Pfarrkirche St. Andreas                     | 1682–85 durch Johann Schmuzer Vorgängerbau, dessen Turm auf mittelalterlichem Unterbau mit 1748 durch Franz Kleinhans vollendetem Aufsatz mit abgeschrägten Ecken und Haubendach erhalten ist, zentralbauartiger Saalbau mit Walmdach, Türmen mit Haubendächern an den Langhausecken und Wandgliederung, Neurokoko, 1904–06 durch Ferdinand Schildhauer errichtet; mit Ausstattung.                                                     | D-7-77-153-13 Wikidata | weitere Bilder                               |
| Kemptener Straße 1 (Standort)                                                | Ehemaliges Bauernhaus, jetzt Pfarrhof                   | Zweigeschossiger Flachsatteldachbau, im Kern 1766. | D-7-77-153-15 Wikidata | Ehemaliges Bauernhaus, jetzt Pfarrhof        |
| Maria-Rainer-Straße 22 (Standort)                                            | Friedhofskapelle St. Michael                            | Satteldachbau mit Rundbogenöffnungen, Glockenstuhl, beidseitig niedrigen Seitenflügeln und neuromanischen Formen, 1898 durch Ferdinand Schildhauer erbaut. | D-7-77-153-16 Wikidata | Friedhofskapelle St. Michael                 |
| Maria-Trost-Allee (Standort)                                                 | Bildstock                                               | Nischenbau in neugotischen Formen, zweite Hälfte 19. Jahrhundert. | D-7-77-153-18 Wikidata | Bildstock                                    |
| Maria-Trost-Allee 19 (Standort)                                              | Kapelle, sogenannte Zinkenbüchelkapelle                 | Satteldachbau mit Spitzbogen- und Rundbogenöffnungen, um 1900; mit Ausstattung. | D-7-77-153-17 Wikidata | weitere Bilder                               |
| Maria-Trost-Allee 100 (Standort)                                             | Katholische Wallfahrtskirche Maria Trost                | Saalbau mit Satteldach, oktogonalem Chorreiter mit geschwungener Haube und Rundbogenöffnungen, barock, 1659–62 Vorgängerbau, wohl der heutige Chor, nach 1704 Langhauserweiterung, 1725 Weihe, 1756–59 Veränderungen, 1769 Anbau der ehemaligen Einsiedelei als zweigeschossiger Walmdachbau; mit Ausstattung. | D-7-77-153-19 Wikidata | weitere Bilder                               |
| Marktoberdorfer Straße 2 (Standort)                                          | Ehemaliges Handwerkerhaus                               | Erdgeschossiger Satteldachbau mit verschaltem Flachgiebel und einfachem Bundwerk, bezeichnet mit „1782“. | D-7-77-153-20 Wikidata | Ehemaliges Handwerkerhaus                    |
| Oberer Berg (Standort)                                                       | Burgruine Nesselburg                                    | Ehemaliger längsrechteckiger Bau in Resten der West- und Südwand sowie der trennenden Zwischenmauer in Bruchsteinmauerwerk erhalten, wohl im 13. Jahrhundert durch Hochstift Augsburg errichtete Burg, 1302 erstmals erwähnt, 1525 zerstört und wiederaufgebaut, 1595 durch Brand ruiniert. | D-7-77-153-25 Wikidata | Burgruine Nesselburg                         |
| Poststraße 3 (Standort)                                                      | Schule                                                  | Zweigeschossiger Gruppenbau mit Walm- und Mansardwalmdächern sowie Wandgliederung, barockisierender Heimatschutzstil, 1910 durch Ferdinand Schildhauer erbaut. | D-7-77-153-53 Wikidata | weitere Bilder                               |
| Römerstraße 2 (Standort)                                                     | Ehemaliges Bauernhaus                                   | Zweigeschossiger Mitterstallbau mit Flachsatteldach, profilierten Giebelbügen und -tür, im Kern zweite Hälfte 18. Jahrhundert. | D-7-77-153-21 Wikidata | Ehemaliges Bauernhaus                        |
| Unterer Berg (Standort)                                                      | Kalvarienbergkapelle                                    | Massivbau mit Flachsatteldach und drei spitzbogigen Arkadenöffnungen, neugotisch, 1846 durch Ludwig Caspar Weiß; mit Ausstattung. | D-7-77-153-24 Wikidata | weitere Bilder                               |
| Unterer Berg; Oberer Berg; Schloßbach; Holzteile; Maria-Trost-Weg (Standort) | Kreuzweg                                                | Dreizehn Nischenbauten, 1846 durch Ludwig Caspar Weiß errichtet. | D-7-77-153-23 Wikidata | weitere Bilder                               |
| Bahnlinie Kempten - Pfronten-Steinach (Standort)                             | Eisenbahnviadukt der Außerfernbahn                      | Parabelbogen mit flankierenden runden Öffnungen, Stampfbeton, 1894 | D-7-77-153-59 Wikidata | Eisenbahnviadukt der Außerfernbahn           |

### Attlesee
| Lage                   | Objekt                                 | Beschreibung                                                                           | Akten-Nr.              | Bild                                   |
| ---------------------- | -------------------------------------- | -------------------------------------------------------------------------------------- | ---------------------- | -------------------------------------- |
| Attlesee 17 (Standort) | Ehemalige Mühle                        | Zweigeschossiger Flachdachbau mit profilierter Kopfbüge, erste Hälfte 18. Jahrhundert. | D-7-77-153-28 Wikidata | Ehemalige Mühle                        |
| In Attlesee (Standort) | Katholische Kapelle Mariae Heimsuchung | Satteldachbau mit Dachreiter, 1666 erbaut; mit Ausstattung.                            | D-7-77-153-26 Wikidata | Katholische Kapelle Mariae Heimsuchung |

### Bayerstetten
| Lage                       | Objekt                            | Beschreibung | Akten-Nr.              | Bild                              |
| -------------------------- | --------------------------------- | --- | ---------------------- | --------------------------------- |
| Bayerstetten 2 (Standort)  | Ehemaliges Bauernhaus             | Unverkleideter zweigeschossiger Ständerbau mit Flachsatteldach, Riegel- und Bohlenausfachung, 17./18. Jahrhundert, sowie Kruzifix, 19. Jahrhundert.                 | D-7-77-153-30 Wikidata | Ehemaliges Bauernhaus             |
| Bayerstetten 4 (Standort)  | Ehemaliges Bauernhaus             | Verschindelter zweigeschossiger Blockbau mit Flachsatteldach, wohl 18. Jahrhundert.                                                                                 | D-7-77-153-31 Wikidata | Ehemaliges Bauernhaus             |
| Bayerstetten 7 (Standort)  | Ehemaliges Bauernhaus             | Zweigeschossiger Flachsatteldachbau mit erdgeschossigem Blockbau und Ständerriegelbau im Obergeschoss sowie Bundwerkgiebel, 18. Jahrhundert/Anfang 19. Jahrhundert. | D-7-77-153-32 Wikidata | Ehemaliges Bauernhaus             |
| Bayerstetten 15 (Standort) | Katholische Kapelle St. Sebastian | Satteldachbau mit Glockenstuhl, erbaut vor Mitte 17. Jahrhundert; mit Ausstattung.                                                                                  | D-7-77-153-29 Wikidata | Katholische Kapelle St. Sebastian |

### Gschwend
| Lage                                                 | Objekt                         | Beschreibung | Akten-Nr.              | Bild           |
| ---------------------------------------------------- | ------------------------------ | --- | ---------------------- | -------------- |
| Gschwend 1 (Standort)                                | Bildstock                      | Nischenbau, wohl noch 18. Jahrhundert.                                                                          | D-7-77-153-35 Wikidata | Bildstock      |
| Gschwend 17 (Standort)                               | Katholische Kapelle St. Joseph | Satteldachbau mit Rundbogenfenstern und Glockenstuhl, 1698 erbaut; mit Ausstattung.                             | D-7-77-153-33 Wikidata | weitere Bilder |
| Wertach; Straße von Gschwend nach Haslach (Standort) | Alte Wertachbrücke             | mit zweijochigem Quadermauerwerk, im Kern noch 16. Jahrhundert (teilweise im Gebiet der Gemeinde Oy-Mittelberg) | D-7-77-153-34 Wikidata | weitere Bilder |

### Hertingen
| Lage                   | Objekt                                 | Beschreibung | Akten-Nr.              | Bild                                   |
| ---------------------- | -------------------------------------- | --- | ---------------------- | -------------------------------------- |
| Hertingen 4 (Standort) | Katholische Kapelle Verklärung Christi | Satteldachbau mit geohrten Rundbogen-, sogenannten Herkommer-Fenstern und Glockenstuhl, 1711 erbaut, 1770 erneuert; mit Ausstattung. | D-7-77-153-37 Wikidata | Katholische Kapelle Verklärung Christi |

### Hörich
| Lage                | Objekt     | Beschreibung | Akten-Nr.              | Bild       |
| ------------------- | ---------- | --- | ---------------------- | ---------- |
| Hörich 2 (Standort) | Bauernhaus | Zweigeschossiger Blockbau mit Flachsatteldach, Schuppenschindelverkleidung und Kopfbug unter der Firstpfette, 1616 (dendrochronologisch datiert), Umbauten 1846/47 und Anfang 20. Jahrhundert. | D-7-77-153-38 Wikidata | Bauernhaus |

### Lachen
| Lage                 | Objekt                         | Beschreibung                                                                                           | Akten-Nr.              | Bild           |
| -------------------- | ------------------------------ | --- | ---------------------- | -------------- |
| In Lachen (Standort) | Katholische Kapelle St. Magnus | Satteldachbau mit Glockenstuhl und Segmentbogenfenstern, 1694 erbaut, 1716 erweitert; mit Ausstattung. | D-7-77-153-39 Wikidata | weitere Bilder |

### Rindegg
| Lage                 | Objekt                                 | Beschreibung | Akten-Nr.              | Bild                                   |
| -------------------- | -------------------------------------- | --- | ---------------------- | -------------------------------------- |
| Rindegg 8 (Standort) | Katholische Kapelle Hl. Dreifaltigkeit | Satteldachbau mit Glockenstuhl und Rundbogenfenstern, Anfang 19. Jahrhundert erbaut, 1814 Weihe; mit Ausstattung. | D-7-77-153-42 Wikidata | Katholische Kapelle Hl. Dreifaltigkeit |

### Schneidbach
| Lage                         | Objekt                                               | Beschreibung | Akten-Nr.              | Bild                                                 |
| ---------------------------- | ---------------------------------------------------- | --- | ---------------------- | ---------------------------------------------------- |
| Hintere Viehweide (Standort) | Pumpenhaus der ehemaligen Wasserversorgung des Ortes | Bretterhäuschen mit Pultdach, darin wassergetriebene Kolbenpumpe, 1887 errichtet.                                                                   | D-7-77-153-55 Wikidata | Pumpenhaus der ehemaligen Wasserversorgung des Ortes |
| Schneidbach 6 (Standort)     | Bauernhaus                                           | Zweigeschossiger Flachsatteldachbau mit Obergeschoss in verputzter Ständerbauweise und mit kurzen Kopfbügen, im Kern zweite Hälfte 17. Jahrhundert. | D-7-77-153-45 Wikidata | Bauernhaus                                           |
| Schneidbach 25 (Standort)    | Katholische Kapelle St. Antonius                     | Satteldachbau mit Dachreiter und segmentbogigen Öffnungen, 1634 erbaut, 1648–54 erweitert; mit Ausstattung.                                         | D-7-77-153-47 Wikidata | weitere Bilder                                       |

### Thal
| Lage               | Objekt                    | Beschreibung | Akten-Nr.              | Bild                      |
| ------------------ | ------------------------- | --- | ---------------------- | ------------------------- |
| Thal 1 (Standort)  | Bauernhaus                | Zweigeschossiger Flachsatteldachbau in verputzter Ständerbauweise, im Kern spätes 18. Jahrhundert.                                     | D-7-77-153-56 Wikidata | Bauernhaus                |
| Thal 2 (Standort)  | Bauernhaus                | Zweigeschossiger Mitterstallbau mit Flachsatteldach in verputzter Ständerbohlenbauweise, 18. Jahrhundert.                              | D-7-77-153-57 Wikidata | Bauernhaus                |
| Thal 10 (Standort) | Katholische Weilerkapelle | Satteldachbau mit Dachreiter und Rundbogenfenstern, neugotisch, 1869 erbaut; mit Ausstattung.                                          | D-7-77-153-48 Wikidata | Katholische Weilerkapelle |
| Thal 12 (Standort) | Bauernhaus                | Zweigeschossiger Flachsatteldachbau mit kräftig profilierter Kopfbüge und Kruzifix am Wirtschaftsteil, im Kern Anfang 18. Jahrhundert. | D-7-77-153-49 Wikidata | Bauernhaus                |

### Voglen
| Lage                | Objekt     | Beschreibung | Akten-Nr.              | Bild       |
| ------------------- | ---------- | --- | ---------------------- | ---------- |
| Voglen 2 (Standort) | Bauernhaus | Zweigeschossiger Flachsatteldachbau in unverputzter Ständerbauweise mit Riegel- und Bohlenwänden, im Kern 1670 (dendrochronologisch datiert), Wirtschaftsteil nach Westen und Süden wohl Ende 18. Jahrhundert/frühes 19. Jahrhundert verlängert. | D-7-77-153-50 Wikidata | Bauernhaus |

### Wank
| Lage              | Objekt                          | Beschreibung                                                                                                   | Akten-Nr.              | Bild           |
| ----------------- | ------------------------------- | --- | ---------------------- | -------------- |
| Wank 7 (Standort) | Kapelle St. Johannes der Täufer | Satteldachbau mit Dachreiter, Rundbogenöffnungen und Heiligennische, 1706 erbaut, 1726 Weihe; mit Ausstattung. | D-7-77-153-51 Wikidata | weitere Bilder |

## Ehemalige Baudenkmäler
In diesem Abschnitt sind Objekte aufgeführt, die früher einmal in der Denkmalliste eingetragen waren, jetzt aber nicht mehr. Objekte, die in anderem Zusammenhang also z. B. als Teil eines Baudenkmals weiter eingetragen sind, sollen hier nicht aufgeführt werden. Aktennummern in diesem Abschnitt sind ehemalige, jetzt nicht mehr gültige Aktennummern.

| Lage                                     | Objekt                                     | Beschreibung                                                                                                   | Akten-Nr.              | Bild                  |
| ---------------------------------------- | ------------------------------------------ | --- | ---------------------- | --------------------- |
| Nesselwang Füssener Straße 23 (Standort) | Ehemaliges Bauernhaus                      | Zweigeschossiger Flachsatteldachbau mit Schrägbalken, Giebeltür und profilierter Büge, Anfang 19. Jahrhundert. | D-7-77-153-7 Wikidata  | Ehemaliges Bauernhaus |
| Nesselwang Füssener Straße 34 (Standort) | Hausfigur                                  | Kruzifix, zweite Hälfte 17. Jahrhundert.                                                                       | D-7-77-153-10          | Hausfigur             |
| Attlesee Attlesee 9 (Standort)           | Hausfigur                                  | Kruzifix mit arma sacra, 19. Jahrhundert.                                                                      | D-7-77-153-27          | Hausfigur             |
| Lachen Lachen 11 (Standort)              | Bauernhaus                                 | Verputzter Ständerbau mit Giebeltenne und Längsschopf, im Kern zweite Hälfte 18. Jahrhundert.                  | D-7-77-153-41 Wikidata | Bauernhaus            |
| Schneidbach Schneidbach 23 (Standort)    | In der Tenne Rötel- und Schnitzzeichnungen | Brett, bezeichnet mit „1647“.                                                                                  | D-7-77-153-46 Wikidata | BW                    |

## Abgegangene Baudenkmäler
In diesem Abschnitt sind Objekte aufgeführt, die früher einmal in der Denkmalliste eingetragen waren, jetzt aber nicht mehr existieren, z. B. weil sie abgebrochen wurden. Aktennummern in diesem Abschnitt sind ehemalige, jetzt nicht mehr gültige Aktennummern.

| Lage                                       | Objekt             | Beschreibung                                                | Akten-Nr.              | Bild               |
| ------------------------------------------ | ------------------ | ----------------------------------------------------------- | ---------------------- | ------------------ |
| Nesselwang Reichenbacher Straße (Standort) | Ehemalige Ziegelei | Dreischiffige Holzhalle mit Kopfbau, frühes 19. Jahrhundert | D-7-77-153-54 Wikidata | Ehemalige Ziegelei |